# Emphyleuscelus auratus
Emphyleuscelus auratus es una especie de coleóptero de la familia Attelabidae.

## Distribución geográfica
Habita en Guatemala.